# Liste des cavités naturelles les plus longues du Var
La liste des cavités naturelles les plus longues du Var recense, sous forme de tableau(x), les cavités souterraines naturelles connues dans ce département français, dont le développement est supérieur ou égal à cinq cent mètres.
La communauté spéléologique considère qu'une cavité souterraine naturelle n'existe vraiment qu'à partir du moment où elle est « inventée » c'est-à-dire découverte (ou redécouverte), inventoriée, topographiée et publiée. Bien sûr, la réalité physique d'une cavité naturelle est la plupart du temps bien antérieure à sa découverte par l'homme ; cependant tant qu'elle n'est pas explorée, mesurée et révélée, la cavité naturelle n'appartient pas au domaine de la connaissance partagée.
La liste spéléométrique des 39 plus longues cavités naturelles du Var (≥ cinq cent mètres) est actualisée à fin décembre 2020.
La plus longue cavité souterraine naturelle répertoriée dans le département du Var est  « le gouffre du Petit Saint-Cassien », sur la commune de Nans-les-Pins (cf. ligne 1 du tableau ci-dessous).
| \| Histogramme de la répartition des plus longues cavités naturelles du Var par classe de développement -- Les 39 cavités citées fin 2020 sont réparties en 4 classes de développement -- \| \| \| \| \| \| \| \| \| \| \| \| \| \| \| classe I >= 5 000 m 2 cavité[s] \| classe II >= 2 000 m et < 5 000 m 7 cavités \| classe III >= 1 500 m et < 2 000 m 5 cavités \| classe IV >= 500 m et < 1 500 m 25 cavités \| \| |                                 |                                             |                                              |                                            |  |
| Le graphique qui aurait dû être présenté ici ne peut pas être affiché car il utilise l'ancienne extension Graph, désactivée pour des questions de sécurité. Des indications pour créer un nouveau graphique avec la nouvelle extension Chart sont disponibles ici . |                                 |                                             |                                              |                                            |  |
| Histogramme de la répartition des plus longues cavités naturelles du Var par classe de développement -- Les 39 cavités citées fin 2020 sont réparties en 4 classes de développement -- |                                 |                                             |                                              |                                            |  |
| |                                 |                                             |                                              |                                            |  |
| | classe I >= 5 000 m 2 cavité[s] | classe II >= 2 000 m et < 5 000 m 7 cavités | classe III >= 1 500 m et < 2 000 m 5 cavités | classe IV >= 500 m et < 1 500 m 25 cavités |  |

## Cavités du Var (France) de développement supérieur à5 000 mètres
2 cavités sont recensées dans cette « classe I » au 31 décembre 2020.
 
| Réf. | Cavité (autres noms)           | Commune       | Massif ou zone            | Coordonnées (WGS 84)        | Développe. (mètres) | Dénivel. (mètres) | Sources ou références | Mise à jour |
| ---- | ------------------------------ | ------------- | ------------------------- | --------------------------- | ------------------- | ----------------- | --------------------- | ----------- |
| 1    | Gouffre du Petit Saint-Cassien | Nans-les-Pins | Massif de la Sainte-Baume | 43° 21′ 10″ N, 5° 49′ 01″ E | +010 865, m         | +0403, m          | CDS 83 & Paul Courbon | 2017-11     |
| 2    | Aven du Mouret                 | Châteaudouble | Bois des Prannes          | 43° 35′ 27″ N, 6° 25′ 15″ E | +007 408, m         | +0131, m          | CDS 83                | 2017-11     |

## Cavités du Var (France) de développement compris entre2 000 mètreset4 999 mètres
7 cavités sont recensées dans cette « classe II » au 31 décembre 2020.
 
| Réf. | Cavité (autres noms)               | Commune               | Massif ou zone            | Coordonnées (WGS 84)        | Développe. (mètres) | Dénivel. (mètres) | Sources ou références              | Mise à jour |
| ---- | ---------------------------------- | --------------------- | ------------------------- | --------------------------- | ------------------- | ----------------- | ---------------------------------- | ----------- |
| 3    | Réseau Sabre                       | Mazaugues             | Massif de la Sainte-Baume | 43° 22′ 07″ N, 5° 55′ 05″ E | +004 268, m         | +0085, m          | Spéléométrie de la France & CDS 83 | 2017-11     |
| 4    | Regaï de Néoules                   | Néoules               | Saint-Clément             | 43° 18′ 27″ N, 6° 01′ 23″ E | +003 060, m         | +0056, m          | CDS 83                             | 2017-11     |
| 5    | Réseau de la Tête du Cade          | Le Beausset           | Massif de Siou-Blanc      | 43° 14′ 04″ N, 5° 50′ 33″ E | +003 048, m         | +0275, m          | CDS 83                             | 2017-11     |
| 6    | Rivière Souterraine de Planesselve | Méounes-lès-Montrieux | Saint-Clément             | 43° 16′ 05″ N, 5° 59′ 20″ E | +003 000, m         | +0040, m          | CDS 83                             | 2017-11     |
| 7    | Rivière souterraine de Thèmes      | Besse-sur-Issole      | Thèmes                    | 43° 18′ 30″ N, 6° 08′ 42″ E | +002 350, m         | +0027, m          | CDS 83                             | 2017-11     |
| 8    | Baume de San Thomé                 | Néoules               | Saint-Clément             | 43° 18′ 06″ N, 6° 01′ 41″ E | +002 300, m         | NC                | CDS 83                             | 2017-11     |
| 9    | Grotte des Canebières              | Mons                  | Les Plaines               | 43° 40′ 47″ N, 6° 45′ 32″ E | +002 090, m         | +0042, m          | CDS 83                             | 2017-11     |

## Cavités du Var (France) de développement compris entre1 500 mètreset1 999 mètres
5 cavités sont recensées dans cette « classe III » au 31 décembre 2020.
 
| Réf. | Cavité (autres noms)    | Commune              | Massif ou zone            | Coordonnées (WGS 84)        | Développe. (mètres) | Dénivel. (mètres) | Sources ou références | Mise à jour |
| ---- | ----------------------- | -------------------- | ------------------------- | --------------------------- | ------------------- | ----------------- | --------------------- | ----------- |
| 10   | Grotte de La Castelette | Nans-les-Pins        | Massif de la Sainte-Baume | 43° 20′ 37″ N, 5° 45′ 28″ E | +001 880, m         | +0086, m          | CDS 83                | 2017-11     |
| 11   | Grotte des Mouisseaux   | Besse-sur-Issole     | Thèmes                    | 43° 18′ 39″ N, 6° 09′ 01″ E | +001 700, m         | NC                | CDS 83                | 2017-11     |
| 12   | Grand aven de Canjuers  | Aiguines             | Plan de Canjuers          | 43° 41′ 51″ N, 6° 19′ 12″ E | +001 650, m         | +0285, m          | CDS 83                | 2017-01     |
| 13   | Baume de l'Église       | Baudinard-sur-Verdon |                           | 43° 44′ 16″ N, 6° 07′ 32″ E | +001 650, m         | NC                | CDS 83                | 2017-11     |
| 14   | Baume Rouge             | Mazaugues            | Massif de la Sainte-Baume | 43° 22′ 04″ N, 5° 55′ 25″ E | +001 500, m         | +0033, m          | CDS 83                | 2017-11     |

## Cavités du Var (France) de développement compris entre500 mètreset1 499 mètres
25 cavités sont recensées dans cette « classe IV » au 31 décembre 2020.
 
| Réf. | Cavité (autres noms)                          | Commune                   | Massif ou zone            | Coordonnées (WGS 84)        | Développe. (mètres) | Dénivel. (mètres) | Sources ou références            | Mise à jour |
| ---- | --------------------------------------------- | ------------------------- | ------------------------- | --------------------------- | ------------------- | ----------------- | -------------------------------- | ----------- |
| 15   | Exurgence du Gour de la Tune - Réseau Laurent | Pourrières                |                           | 43° 31′ 14″ N, 5° 44′ 10″ E | +001 420, m         | +0065,            | CDS 83                           | 2017-11     |
| 16   | Abîme de Maramoye                             | Le Beausset               | Massif de Siou-Blanc      | 43° 13′ 37″ N, 5° 51′ 29″ E | +001 200, m         | +0140, m          | CDS 83                           | 2017-11     |
| 17   | Baume de Dardennes                            | Toulon                    |                           | 43° 08′ 40″ N, 5° 54′ 34″ E | +001 020, m         | NC                | CDS 83                           | 2017-11     |
| 18   | Gouffre de l'Eau-Relie                        | Mazaugues                 | Massif de la Sainte-Baume | 43° 21′ 15″ N, 5° 49′ 44″ E | +000980, m          | +0138, m          | CDS 83 & Spelunca n°132          | 2017-11     |
| 19   | Le Labus                                      | Ollioules                 | Massif de Siou-Blanc      | 43° 08′ 54″ N, 5° 50′ 49″ E | +000875, m          | +0034, m          | CDS 83                           | 2017-11     |
| 20   | Aven de l'Eau de Là                           | Nans-les-Pins             | Massif de la Sainte-Baume | 43° 21′ 03″ N, 5° 48′ 46″ E | +000806, m          | +0071, m          | CDS 83                           | 2017-11     |
| 21   | Source de Saint-Antoine                       | Toulon                    | Mont Faron                | 43° 08′ 40″ N, 5° 54′ 48″ E | +000800, m          | +0135, m          | CDS 83 & Paul Courbon & speleh2o | 2017-11     |
| 22   | Grande Foux de Nans                           | Nans-les-Pins             | Massif de la Sainte-Baume | 43° 10′ 24″ N, 5° 50′ 10″ E | +000800, m          | +0116, m          | CDS 83 & speleh2o                | 2021-03     |
| 23   | Trou du Bœuf                                  | Mons                      | Les Plaines               | 43° 39′ 54″ N, 6° 45′ 24″ E | +000790, m          | +0078, m          | CDS 83                           | 2017-11     |
| 24   | Source des Fougélys                           | Belgentier                | Saint Clément             | 43° 15′ 47″ N, 5° 59′ 36″ E | +000660, m          | +0008, m          | CDS 83                           | 2017-11     |
| 25   | Grotte de la Figuière n°1                     | Tourves                   | Massif de la Sainte-Baume | 43° 22′ 34″ N, 5° 54′ 52″ E | +000650, m          | +0033, m          | CDS 83                           | 2017-11     |
| 26   | Grotte de la Glacière                         | Saint-Martin-de-Pallières |                           | 43° 35′ 14″ N, 5° 52′ 58″ E | +000610, m          | +0033, m          | CDS 83                           | 2017-11     |
| 27   | Foux de Sainte Anne d'Evenos                  | Évenos                    | Massif de Siou-Blanc      | 43° 10′ 22″ N, 5° 50′ 05″ E | +000626, m          | +0014, m          | CDS 83                           | 2017-11     |
| 28   | Aven des Ajoncs                               | Evenos                    | Massif de Siou-Blanc      | 43° 12′ 21″ N, 5° 51′ 52″ E | +000600, m          | +0117, m          | CDS 83                           | 2017-11     |
| 29   | Aven du Caveau                                | Solliès-Toucas            | Massif de Siou-Blanc      | 43° 13′ 10″ N, 5° 56′ 21″ E | +000600, m          | +0341, m          | CDS 83                           | 2017-11     |
| 30   | Aven de la Ruine                              | Méounes-lès-Montrieux     | Saint-Clément             | 43° 16′ 13″ N, 5° 59′ 47″ E | +000600, m          | +0040, m          | CDS 83                           | 2017-11     |
| 31   | Grotte de Truébis                             | Cuers                     | Saint-Clément             | 43° 13′ 30″ N, 6° 01′ 32″ E | +000600, m          | +0032, m          | CDS 83                           | 2017-11     |
| 32   | Aven du Clos del Fayoun                       | Aiguines                  | Plan de Canjuers          | 43° 42′ 45″ N, 6° 21′ 40″ E | +000600, m          | +0140, m          | CDS 83                           | 2017-11     |
| 33   | Grotte de la Pare                             | Mons                      | L'Ubac des Brainées       | 43° 42′ 39″ N, 6° 46′ 02″ E | +000535, m          | +0035, m          | CDS 83                           | 2017-11     |
| 34   | La Rouvière                                   | Belgentier                | Massif de Siou-Blanc      | 43° 13′ 33″ N, 5° 59′ 53″ E | +000530, m          | +0046, m          | CDS 83                           | 2017-11     |
| 35   | Grotte de la Gratué                           | Mazaugues                 | Massif de la Sainte-Baume | 43° 20′ 19″ N, 5° 56′ 53″ E | +000520, m          | +0054, m          | CDS 83                           | 2017-11     |
| 36   | Aven du Cercueil                              | Solliès-Toucas            | Massif de Siou-Blanc      | 43° 12′ 51″ N, 5° 57′ 00″ E | +000500, m          | +0238, m          | CDS 83                           | 2017-11     |
| 37   | Grotte de Châteauvieux                        | Châteauvieux              |                           | 43° 47′ 10″ N, 6° 34′ 21″ E | +000500, m          | +0022, m          | CDS 83                           | 2017-11     |
| 38   | La Lèbre                                      | Méounes-lès-Montrieux     | Massif de Siou-Blanc      | 43° 15′ 07″ N, 5° 59′ 00″ E | +000500, m          | +0009, m          | CDS 83                           | 2017-11     |
| 39   | Aven de la Ripelle                            | Le Revest-les-Eaux        | Massif de Siou-Blanc      | 43° 10′ 00″ N, 5° 57′ 35″ E | +000500, m          | +0102, m          | CDS 83                           | 2017-11     |